# اقبلی
اقبلی (به عربی: أقبلی) یک شهرداری در الجزایر است که در شهرستان اولف واقع شده‌است.

## خصوصیات
اقبلی ۱۰٬۱۷۱ نفر جمعیت دارد و ۲۲۶ متر بالاتر از سطح دریا واقع شده‌است.